# Друпя
Друпя (пол. Drupia) — село в Польщі, у гміні Скужець Седлецького повіту Мазовецького воєводства.
Населення — 198 осіб (2011).
У 1975—1998 роках село належало до Седлецького воєводства.

## Демографія
Демографічна структура станом на 31 березня 2011 року:
|          | Загалом | Допрацездатний вік | Працездатний вік | Постпрацездатний вік |
| -------- | ------- | ------------------ | ---------------- | -------------------- |
| Чоловіки | 103     | 20                 | 71               | 12                   |
| Жінки    | 95      | 24                 | 46               | 25                   |
| Разом    | 198     | 44                 | 117              | 37                   |